# Murciélago (manga)
Murciélago (MURCIÉLAGO -ムルシエラゴ-?) è un manga scritto e disegnato da Kana Yoshimura. Pubblicato inizialmente come one-shot sulla rivista Young Gangan di Square Enix ad aprile del 2013, il manga è stato in seguito serializzato a partire dal 16 agosto dello stesso anno. Il cognome della protagonista, Komori, in giapponese significa pipistrello: il titolo dell'opera è un diretto riferimento ad esso, in quanto "murciélago" assume lo stesso significato in spagnolo. Dall'opera è stato tratto un manga spin-off dal titolo Murciélago Byproduct: Araña (MURCIÉLAGO -ムルシエラゴ- BYPRODUCT -アラーニァ-?) avente per protagonista il cecchino Reiko Kuchiba, uno dei personaggi secondari dell'opera principale. Scritto da Kana Yoshimura e disegnato da Shin Arakawa, lo spin-off è stato pubblicato sull'app MangaUP! di Square Enix dal 12 gennaio 2018, concludendosi a luglio 2020 col quinto volume.
In Italia il manga è edito da Planet Manga che ne ha iniziato la pubblicazione il 4 maggio 2017 con cadenza inizialmente bimestrale e poi irregolare, mentre lo spin-off è inedito.

## Trama
La serial killer Kuroko Komori ha ucciso 715 persone sin dall'infanzia e viene catturata. Poiché però la sua città natale è invasa dal crimine, il governo decide di concederle la grazia in cambio della sua collaborazione nella lotta alla criminalità: Koumori accetta quindi di uccidere i criminali che la polizia non riesce a fermare. Durante le sue missioni la ragazza viene accompagnata da Chiyo Yanaoka, figlia di un noto boss della yakuza, e Hinako Tozakura, esperta nella guida di automobili e di altri mezzi.

## Manga
Murciélago è pubblicato da Square Enix sulla rivista Young Gangan da agosto 2013. I capitoli vengono poi raccolti in volumi formato tankōbon, la cui pubblicazione in Giappone è iniziata il 25 aprile 2014; a al 25 febbraio 2025 ne sono stati messi in vendita in tutto 26. In Italia la serie è venduta da Planet Manga, in Nord America da Yen Press e da Carlsen Verlag in Danimarca e Germania.

### Volumi
| 1  | 25 aprile 2014 | ISBN 978-4-7575-4290-7 | 4 maggio 2017    | ISBN 978-88-912-6534-0 (ed. variant) |
| 1  | Capitoli - 1. Il prezzo della forza (力の代償?, Chikara no daishō) - 2. Il prezzo della forza (2) (力の代償②?, Chikara no daishō 2) - 3. "The Bad Day" (「THE BAD DAY」?, "THE BAD DAY") - 4. Party omicida (殺人Party?, Satsujin Party) - 5. Party omicida (2) (殺人Party②?, Satsujin Party 2) - Extra. Pilot film of Murciélago (Pilot film of MURCIÉLAGO?) - Bonus Contents |                        |                  |                                      |
| 2  | 25 aprile 2014 | ISBN 978-4-7575-4291-4 | 6 luglio 2017    | —                                    |
| 2  | Capitoli - 6. Party omicida (3) (殺人Party③?, Satsujin Party 3) - 7. Party omicida (4) (殺人Party④?, Satsujin Party 4) - 8. Party omicida (5) (殺人Party⑤?, Satsujin Party 5) - 9. Party omicida (6) (殺人Party⑥?, Satsujin Party 6) - 10. Party omicida (7) (殺人Party⑦?, Satsujin Party 7) - 11. Detective Hinako (「ひな子の名探偵」?, Hinako no mei tantei) - 12. D.K. - Domestic Killer (D・K~ドメスティックキラー~?, D・K ~Domesutikkukirā~) - Bonus Contents |                        |                  |                                      |
| 3  | 25 settembre 2014 | ISBN 978-4-7575-4425-3 | 7 settembre 2017 | —                                    |
| 3  | Capitoli - 13. D.K. - Domestic Killer (2) (D・K~ドメスティックキラー~②?, D・K ~Domesutikkukirā~ 2) - 14. D.K. - Domestic Killer (3) (D・K~ドメスティックキラー~③?, D・K ~Domesutikkukirā~ 3) - 15. D.K. - Domestic Killer (4) (D・K~ドメスティックキラー~⑤?, D・K ~Domesutikkukirā~ 5) - 16. D.K. - Domestic Killer (5) (D・K~ドメスティックキラー~⑤?, D・K ~Domesutikkukirā~ 5) - 17. D.K. - Domestic Killer (6) (D・K~ドメスティックキラー~⑥?, D・K ~Domesutikkukirā~ 6) - 18. Volontà "oscura" (「"黒"い意志」?, Kuro i ishi) - 19. Rosea prigione (薔薇色の牢獄?, Barairo no rōgoku) - Bonus Contents |                        |                  |                                      |
| 4  | 25 febbraio 2015 | ISBN 978-4-7575-4564-9 | 9 novembre 2017  | —                                    |
| 4  | Capitoli - 20. Rosea prigione (2) (薔薇色の牢獄②?, Barairo no rōgoku 2) - 21. Rosea prigione (3) (薔薇色の牢獄③?, Barairo no rōgoku 3) - 22. Rosea prigione (4) (薔薇色の牢獄④?, Barairo no rōgoku 4) - 23. Rosea prigione (5) (薔薇色の牢獄⑤?, Barairo no rōgoku 5) - 24. Rosea prigione (6) (薔薇色の牢獄⑥?, Barairo no rōgoku 6) - 25. Rosea prigione (7) (薔薇色の牢獄⑦?, Barairo no rōgoku 7) - 26. Rosea prigione (8) (薔薇色の牢獄⑧?, Barairo no rōgoku 8) - 27. No (Tear) Drop. (No（tear）drop.?) - Bonus Contents |                        |                  |                                      |
| 5  | 25 luglio 2015 | ISBN 978-4-7575-4701-8 | 18 gennaio 2018  | —                                    |
| 5  | Capitoli - 28. Tra me e il cielo (空と僕のあいだに?, Sora to boku no aida ni) - 29. Tra me e il cielo (2) (空と僕のあいだに②?, Sora to boku no aida ni 2) - 30. Tra me e il cielo (3) (空と僕のあいだに③?, Sora to boku no aida ni 3) - 31. Tra me e il cielo (4) (空と僕のあいだに④?, Sora to boku no aida ni 4) - 32. Tra me e il cielo (5) (空と僕のあいだに⑤?, Sora to boku no aida ni 5) - 33. Tra me e il cielo (6) (空と僕のあいだに⑥?, Sora to boku no aida ni 6) - 34. The Spider (THE SPIDER?) - Bonus Contents |                        |                  |                                      |
| 6  | 25 novembre 2015 | ISBN 978-4-7575-4808-4 | 8 marzo 2018     | —                                    |
| 6  | Capitoli - 35. School Destruction (SCHOOL DESTRUCTION?) - 36. School Destruction (2) (SCHOOL DESTRUCTION②?) - 37. School Destruction (3) (SCHOOL DESTRUCTION③?) - 38. School Destruction (4) (SCHOOL DESTRUCTION④?) - 39. School Destruction (5) (SCHOOL DESTRUCTION⑤?) - 40. School Destruction (6) (SCHOOL DESTRUCTION⑥?) - 41. School Destruction (7) (SCHOOL DESTRUCTION⑦?) - Bonus Contents |                        |                  |                                      |
| 7  | 25 marzo 2016 | ISBN 978-4-7575-4923-4 | 3 maggio 2018    | —                                    |
| 7  | Capitoli - 42. Ogni giorno è un Hinako day (毎日がひなこDAY?, Mainichi ga Hinako DAY) - 43. I ciliegi dell'oblio (忘却の"桜"?, Bōkyaku no "sakura") - 44. I ciliegi dell'oblio (2) (忘却の"桜"②?, Bōkyaku no "sakura" 2) - 45. I ciliegi dell'oblio (3) (忘却の"桜"③?, Bōkyaku no "sakura" 3) - 46. I ciliegi dell'oblio (4) (忘却の"桜"④?, Bōkyaku no "sakura" 4) - 47. I ciliegi dell'oblio (5) (忘却の"桜"⑤?, Bōkyaku no "sakura" 5) - 48. I ciliegi dell'oblio (6) (忘却の"桜"⑥?, Bōkyaku no "sakura" 6) - Bonus Contents |                        |                  |                                      |
| 8  | 25 agosto 2016 | ISBN 978-4-7575-5085-8 | 5 luglio 2018    | —                                    |
| 8  | Capitoli - 49. I ciliegi dell'oblio (7) (忘却の"桜"⑦?, Bōkyaku no "sakura" 7) - 50. I ciliegi dell'oblio (8) (忘却の"桜"⑧?, Bōkyaku no "sakura" 8) - 51. I ciliegi dell'oblio (9) (忘却の"桜"⑨?, Bōkyaku no "sakura" 9) - 52. I ciliegi dell'oblio (10) (忘却の"桜"⑩?, Bōkyaku no "sakura" 10) - 53. I ciliegi dell'oblio (11) (忘却の"桜"⑪?, Bōkyaku no "sakura" 11) - 54. I ciliegi dell'oblio (12) (忘却の"桜"⑫?, Bōkyaku no "sakura" 12) - 55. I ciliegi dell'oblio (13) (忘却の"桜"⑬?, Bōkyaku no "sakura" 13) - Bonus Contents |                        |                  |                                      |
| 9  | 25 gennaio 2017 | ISBN 978-4-7575-5225-8 | 6 settembre 2018 | —                                    |
| 9  | Capitoli - 56. I ciliegi dell'oblio (14) (忘却の"桜"⑭?, Bōkyaku no "sakura" 14) - 57. I ciliegi dell'oblio (15) (忘却の"桜"⑮?, Bōkyaku no "sakura" 15) - 58. Forse non è amore (たぶん愛じゃなくて?, Tabun ai janakute) - 59. Bianca meteora (白い流星?, Shiroi ryūsei) - 60. Bianca meteora (2) (白い流星②?, Shiroi ryūsei 2) - 61. Bianca meteora (3) (白い流星③?, Shiroi ryūsei 3) - 62. Bianca meteora (4) (白い流星④?, Shiroi ryūsei 4) - Extra. Grimms Notes × Murciélago (番外編 Grimms Notes × MURCIÉLAGO?, Bangaihen Grimms Notes × MURCIÉLAGO) - Bonus Contents |                        |                  |                                      |
| 10 | 25 luglio 2017 | ISBN 978-4-7575-5430-6 | 8 novembre 2018  | —                                    |
| 10 | Capitoli - 63. The Deep One (THE DEEP ONE?) - 64. The Deep One (2) (THE DEEP ONE②?) - 65. The Deep One (3) (THE DEEP ONE③?) - 66. The Deep One (4) (THE DEEP ONE④?) - 67. The Deep One (5) (THE DEEP ONE⑤?) - 68. The Deep One (6) (THE DEEP ONE⑥?) - 69. The Deep One (7) (THE DEEP ONE⑦?) - Bonus Contents |                        |                  |                                      |
| 11 | 25 dicembre 2017 | ISBN 978-4-7575-5561-7 | 10 gennaio 2019  | —                                    |
| 11 | Capitoli - 70. The Deep One (8) (THE DEEP ONE⑧?) - 71. The Deep One (9) (THE DEEP ONE⑨?) - 72. The Deep One (10) (THE DEEP ONE⑩?) - 73. Argomento di ricerca (研究課題?, Kenkyū kadai) - 74. Maestro spadaccino (剣聖?, Kensei) - 75. Maestro spadaccino (2) (剣聖②?, Kensei 2) - 76. Maestro spadaccino (3) (剣聖③?, Kensei 3) - Bonus Contents |                        |                  |                                      |
| 12 | 25 giugno 2018 | ISBN 978-4-7575-5760-4 | 14 marzo 2019    | —                                    |
| 12 | Capitoli - 77. Maestro spadaccino (4) (剣聖④?, Kensei 4) - 78. Maestro spadaccino (5) (剣聖⑤?, Kensei 5) - 79. Maestro spadaccino (6) (剣聖⑥?, Kensei 6) - 80. Maestro spadaccino (7) (剣聖⑦?, Kensei 7) - 81. Maestro spadaccino (8) (剣聖⑧?, Kensei 8) - 82. Maestro spadaccino (9) (剣聖⑨?, Kensei 9) - 83. Maestro spadaccino (10) (剣聖⑩?, Kensei 10) - Bonus Contents |                        |                  |                                      |
| 13 | 25 gennaio 2019 | ISBN 978-4-7575-5958-5 | 11 luglio 2019   | —                                    |
| 13 | Capitoli - 84. Maestro spadaccino (11) (剣聖⑪?, Kensei 11) - 85. Maestro spadaccino (12) (剣聖⑫?, Kensei 12) - 86. Maestro spadaccino (13) (剣聖⑬?, Kensei 13) - 87. Feretro (棺?, Hitsugi) - 88. Movimento fetale (胎動?, Taidō) - 89. "Finché morte non vi separi" (死が2人を分かつまで?, Shi ga 2 nin o wakatsu made) - 90. "Finché morte non vi separi" (2) (死が2人を分かつまで②?, Shi ga 2 nin o wakatsu made 2) - Bonus Contents |                        |                  |                                      |
| 14 | 25 marzo 2019 | ISBN 978-4-7575-6070-3 | 14 novembre 2019 | —                                    |
| 14 | Capitoli - 91. "Finché morte non vi separi" (3) (死が2人を分かつまで③?, Shi ga 2 nin o wakatsu made 3) - 92. "Finché morte non vi separi" (4) (死が2人を分かつまで④?, Shi ga 2 nin o wakatsu made 4) - 93. "Finché morte non vi separi" (5) (死が2人を分かつまで⑤?, Shi ga 2 nin o wakatsu made 5) - 94. "Finché morte non vi separi" (6) (死が2人を分かつまで⑥?, Shi ga 2 nin o wakatsu made 6) - 95. "Finché morte non vi separi" (7) (死が2人を分かつまで⑦?, Shi ga 2 nin o wakatsu made 7) - 96. "Finché morte non vi separi" (8) (死が2人を分かつまで⑧?, Shi ga 2 nin o wakatsu made 8) - 97. "Finché morte non vi separi" (9) (死が2人を分かつまで⑨?, Shi ga 2 nin o wakatsu made 9) - Bonus Contents                                                      |                        |                  |                                      |
| 15 | 25 luglio 2019 | ISBN 978-4-7575-6211-0 | 9 gennaio 2020   | —                                    |
| 15 | Capitoli - 98. Giochi proibiti (禁じられた遊び?, Kinjirareta asobi) - 99. The Entertainer (THE ENTERTAINER?) - 100. The Entertainer (2) (THE ENTERTAINER②?) - 101. The Entertainer (3) (THE ENTERTAINER③?) - 102. The Entertainer (4) (THE ENTERTAINER④?) - 103. The Entertainer (5) (THE ENTERTAINER⑤?) - 104. The Entertainer (6) (THE ENTERTAINER⑥?) - Bonus Contents |                        |                  |                                      |
| 16 | 23 gennaio 2020 | ISBN 978-4-7575-6478-7 | 13 agosto 2020   | —                                    |
| 16 | Capitoli - 105. The Entertainer (7) (THE ENTERTAINER⑦?) - 106. The Entertainer (8) (THE ENTERTAINER⑧?) - 107. The Entertainer (9) (THE ENTERTAINER⑨?) - 108. The Entertainer (10) (THE ENTERTAINER⑩?) - 109. The Entertainer (11) (THE ENTERTAINER⑪?) - 110. The Entertainer (12) (THE ENTERTAINER⑫?) - 111. Mille aghi (針千本?, Hari Senbon) - Bonus Contents |                        |                  |                                      |
| 17 | 22 luglio 2020 | ISBN 978-4-7575-6763-4 | 11 febbraio 2021 | —                                    |
| 17 | Capitoli - 112. Mille aghi (2) (針千本②?, Hari Senbon 2) - 113. Mille aghi (3) (針千本③?, Hari Senbon 3) - 114. Il franco cacciatore (魔弾の射手?, Madan no shashu) - 115. Il franco cacciatore (2) (魔弾の射手②?, Madan no shashu 2) - 116. Il franco cacciatore (3) (魔弾の射手③?, Madan no shashu 3) - 117. Il franco cacciatore (4) (魔弾の射手④?, Madan no shashu 4) - 118. Il franco cacciatore (5) (魔弾の射手⑤?, Madan no shashu 5) - Bonus Contents |                        |                  |                                      |
| 18 | 24 dicembre 2020 | ISBN 978-4-7575-7011-5 | 8 luglio 2021    | —                                    |
| 18 | Capitoli - 119. Il franco cacciatore (6) (魔弾の射手⑥?, Madan no shashu 6) - 120. Il verdetto di Chiyo (千代裁き?, Chiyo sabaki) - 121. Primo amore proibito (罸恋?, Hatsu koi) - 122. Primo amore proibito (2) (罸恋②?, Hatsu koi 2) - 123. Primo amore proibito (3) (罸恋③?, Hatsu koi 3) - 124. Primo amore proibito (4) (罸恋④?, Hatsu koi 4) - 125. Primo amore proibito (5) (罸恋⑤?, Hatsu koi 5) - Bonus Contents |                        |                  |                                      |
| 19 | 25 maggio 2021 | ISBN 978-4-7575-7268-3 | 18 novembre 2021 | —                                    |
| 19 | Capitoli - 126. Primo amore proibito (6) (罸恋⑥?, Hatsu koi 6) - 127. Primo amore proibito (7) (罸恋⑦?, Hatsu koi 7) - 128. Primo amore proibito (8) (罸恋⑧?, Hatsu koi 8) - 129. Primo amore proibito (9) (罸恋⑨?, Hatsu koi 9) - 130. Primo amore proibito (10) (罸恋⑩?, Hatsu koi 10) - 131. Richiesta proibita (罸乞?, Hatsu koi) - 132. La famiglia Yamatsukami (山津神家の一族?, Yamatsukami ie no ichizoku) - Bonus Contents |                        |                  |                                      |
| 20 | 25 ottobre 2021 | ISBN 978-4-7575-7538-7 | 26 maggio 2022   | —                                    |
| 20 | Capitoli - 133. La famiglia Yamatsukami (2) (山津神家の一族②?, Yamatsukami ie no ichizoku 2) - 134. La famiglia Yamatsukami (3) (山津神家の一族③?, Yamatsukami ie no ichizoku 3) - 135. La famiglia Yamatsukami (4) (山津神家の一族④?, Yamatsukami ie no ichizoku 4) - 136. La famiglia Yamatsukami (5) (山津神家の一族⑤?, Yamatsukami ie no ichizoku 5) - 137. La famiglia Yamatsukami (6) (山津神家の一族⑥?, Yamatsukami ie no ichizoku 6) - 138. La famiglia Yamatsukami (7) (山津神家の一族⑦?, Yamatsukami ie no ichizoku 7) - 139. La famiglia Yamatsukami (8) (山津神家の一族⑧?, Yamatsukami ie no ichizoku 8) - Bonus Contents - Festeggiamo il volume 20! Galleria di illustrazioni (第20巻記念! イラストギャラリー?, Dai 20-kan kinen! Irasuto gyararī) |                        |                  |                                      |
| 21 | 25 marzo 2022 | ISBN 978-4-7575-7835-7 | 13 ottobre 2022  | —                                    |
| 21 | Capitoli - 140. La famiglia Yamatsukami (9) (山津神家の一族⑨?, Yamatsukami ie no ichizoku 9) - 141. La famiglia Yamatsukami (10) (山津神家の一族⑩?, Yamatsukami ie no ichizoku 10) - 142. La famiglia Yamatsukami (11) (山津神家の一族⑪?, Yamatsukami ie no ichizoku 11) - 143. La famiglia Yamatsukami (12) (山津神家の一族⑫?, Yamatsukami ie no ichizoku 12) - 144. La famiglia Yamatsukami (13) (山津神家の一族⑬?, Yamatsukami ie no ichizoku 13) - 145. La famiglia Yamatsukami (14) (山津神家の一族⑭?, Yamatsukami ie no ichizoku 14) - 146. Fragranza d'argento (銀の幽香?, Shirogane no yuukou) - Bonus Contents |                        |                  |                                      |
| 22 | 25 agosto 2022 | ISBN 978-4-7575-8087-9 | 23 marzo 2023    | —                                    |
| 22 | Capitoli - 147. Fragranza d'argento 2 (銀の幽香②?, Shirogane no yuukou 2) - 148. Fragranza d'argento 3 (銀の幽香③?, Shirogane no yuukou 3) - 149. Fragranza d'argento 4 (銀の幽香④?, Shirogane no yuukou 4) - 150. Fragranza d'argento 5 (銀の幽香⑤?, Shirogane no yuukou 5) - 151. Fragranza d'argento 6 (銀の幽香⑥?, Shirogane no yuukou 6) - 152. Fragranza d'argento 7 (銀の幽香⑦?, Shirogane no yuukou 7) - 153. Fragranza d'argento 8 (銀の幽香⑧?, Shirogane no yuukou 8) - Bonus Contents |                        |                  |                                      |
| 23 | 25 aprile 2023 | ISBN 978-4-7575-8534-8 | 21 dicembre 2023 | ISBN 978-88-287-7198-2               |
| 23 | Capitoli - 154. Fragranza d'argento 9 (銀の幽香⑨?, Shirogane no yuukou 9) - 155. Fragranza d'argento 10 (銀の幽香⑩?, Shirogane no yuukou 10) - 156. Fragranza d'argento 11 (銀の幽香⑪?, Shirogane no yuukou 11) - 157. Fragranza d'argento 12 (銀の幽香⑫?, Shirogane no yuukou 12) - 158. Fragranza d'argento 13 (銀の幽香⑬?, Shirogane no yuukou 13) - 159. Fragranza d'argento 14 (銀の幽香⑭?, Shirogane no yuukou 14) - 160. Fragranza d'argento 15 (銀の幽香⑮?, Shirogane no yuukou 15) |                        |                  |                                      |
| 24 | 25 novembre 2023 | ISBN 978-4-7575-8911-7 | 27 giugno 2024   | ISBN 978-88-287-8891-1               |
| 24 | Capitoli - 161. (銀の幽香⑯?, Shirogane no yuukou 16) - 162. (銀の幽香⑰?, Shirogane no yuukou 17) - 163. (銀の幽香 - 機械仕掛けの愛?, Shirogane no yuukou - Amoru ekkusu machina) - 164. (銀の幽香 - 機械仕掛けの愛②?, Shirogane no yuukou - Amoru ekkusu machina 2) - 165. (銀の幽香⑱?, Shirogane no yuukou 18) - 166. (銀の幽香⑲?, Shirogane no yuukou 19) - 167. (銀の幽香⑳?, Shirogane no yuukou 20) |                        |                  |                                      |
| 25 | 25 giugno 2024 | ISBN 978-4-7575-9269-8 | 20 febbraio 2025 | ISBN 979-12-21910-48-3               |
| 25 | Capitoli - 168. (淵源の"桜"?, Engen no "sakura") - 169. (淵源の"桜"②?, Engen no "sakura" 2) - 170. (淵源の"桜"③?, Engen no "sakura" 3) - 171. (淵源の"桜"④?, Engen no "sakura" 4) - 172. (?, 淵源の"桜"⑤, Engen no "sakura" 5) - 173. (?, 淵源の"桜"⑥, Engen no "sakura" 6) - 174. (8つ目の罪?, Yattsu-me no tsumi) |                        |                  |                                      |
| 26 | 25 febbraio 2025 | ISBN 978-4-7575-9688-7 | 24 luglio 2025   | ISBN 979-12-21922-99-8               |
| 26 | Capitoli - 175. (8つ目の罪 ②?, Yattsu-me no tsumi 2) - 176. (8つ目の罪 ③?, Yattsu-me no tsumi 3) - 177. (8つ目の罪 ④?, Yattsu-me no tsumi 4) - 178. (8つ目の罪 ⑤?, Yattsu-me no tsumi 5) - 179. (Easy To Me?) - 180. (そしてレジェンダリー?, Soshite Rejendarī) - 181. (えいえんのいのち?, Eien no inochi) - Bonus Contents |                        |                  |                                      |

#### Capitoli non ancora in formatotankōbon
I seguenti capitoli sono stati pubblicati in giapponese su Young Gangan ma non sono ancora stati stampati in formato tankōbon.
Questa lista è suscettibile di variazioni e potrebbe essere incompleta o non aggiornata.

### Spin-off
Il 12 gennaio 2018 viene pubblicato sull'app MangaUP! di Square Enix il primo capitolo dello spin-off Murciélago Byproduct: Araña (MURCIÉLAGO -ムルシエラゴ- BYPRODUCT -アラーニァ-?), sritto da Kana Yoshimura e disegnato da Shin Arakawa. Conclusasi a luglio 2020 col quinto volume, l'opera ha per protagonista il cecchino Reiko Kuchiba e mostra le sue vicissitudini alle prese con le uccisioni che le vengono commissionate.
| 1 | 25 giugno 2018 | ISBN 978-4-7575-5761-1 |
| 1 | Capitoli - 1. (大手ゼネコン会社“下鴨建設”?, Ōte zenekon kaisha "Shimogamo kensetsu") - 2. (中国マフィア“黑社會”?, Chūgoku Mafia "Kuroshakai") - 3. (中国マフィア“黑社會”②?, Chūgoku Mafia "Kuroshakai" 2) - 4. (中国マフィア“黑社會”③?, Chūgoku Mafia "Kuroshakai" 3) - 5. (中国マフィア“黑社會”④?, Chūgoku Mafia "Kuroshakai" 4) - Bonus Contents |                        |
| 2 | 25 gennaio 2019 | ISBN 978-4-7575-5959-2 |
| 2 | Capitoli - 6. (中国マフィア“黑社會”⑤?, Chūgoku Mafia "Kuroshakai" 5) - 7. (中国マフィア“黑社會”⑥?, Chūgoku Mafia "Kuroshakai" 6) - 8. (中国マフィア“黑社會”⑦?, Chūgoku Mafia "Kuroshakai" 7) - 9. (あーし襲来?, Āshi shūrai) - 10. (サジタリウスの矢?, Sajitariusu no ya) - 11. (サジタリウスの矢②?, Sajitariusu no ya 2) - Bonus Contents         |                        |
| 3 | 25 luglio 2019 | ISBN 978-4-7575-6212-7 |
| 3 | Capitoli - 12. (サジタリウスの矢③?, Sajitariusu no ya 3) - 13. (first impression?) - 14. (国家公務員（仮）?, Kokka kōmuin (kari)) - 15. (国家公務員（仮）②?, Kokka kōmuin (kari) 2) - 16. (国家公務員（仮）③?, Kokka kōmuin (kari) 3) - 17. (国家公務員（仮）④?, Kokka kōmuin (kari) 4) - Bonus Contents                                           |                        |
| 4 | 23 gennaio 2020 | ISBN 978-4-7575-6479-4 |
| 4 | Capitoli - 18. (公務終了?, Kōmu shūryō) - 19. (幻の蝶?, Maboroshi no chō) - 20. (幻の蝶②?, Maboroshi no chō 2) - 21. (幻の蝶③?, Maboroshi no chō 3) - 22. (成功例?, Seikō rei) - 23. (成功例②?, Seikō rei 2) - Bonus Contents |                        |
| 5 | 22 luglio 2020 | ISBN 978-4-7575-6764-1 |
| 5 | Capitoli - 24. (成功例③?, Seikō rei 3) - 25. (炎の記憶?, Honō no kioku) - 26. (炎の記憶②?, Honō no kioku 2) - 27. (炎の記憶③?, Honō no kioku 3) - 28. (炎の記憶④?, Honō no kioku 4) - 29. (LAST EP?) - (番外編４コマ①?, Bangai-hen yonkoma 1) - (番外編４コマ②?, Bangai-hen yonkoma 2)                                                             |                        |

## Accoglienza
Le vendite del volume 9 della serie hanno superato le 25 000 copie nella prima settimana dalla sua uscita. I personaggi principali della serie sono apparsi nel videogioco online Grimms Notes, prodotto sempre da Square Enix.